# Gevlekte kruiskruidboorvlieg
De gevlekte kruiskruidboorvlieg (Campiglossa malaris) is een vliegensoort uit de familie van de boorvliegen (Tephritidae). De wetenschappelijke naam van de soort is voor het eerst geldig gepubliceerd in 1934 door Séguy.